# Five Oak Green
Five Oak Green – wieś w Anglii, w hrabstwie Kent, w dystrykcie Tunbridge Wells. Leży 16 km na południowy zachód od miasta Maidstone i 50 km na południowy wschód od centrum Londynu.